# アルトラブ
アルトラブ（英: ALTRV、Altitude Reservations）は、一定の空域において、一定の時間特定の航空機のみにその空域の利用を認めるようにする管制業務上の措置。「空域の一時的留保」「高度留保」とも。
日本の領空や周辺の空域においては、米軍が国土交通省と調整の上で「一時的」に、訓練などのために民間航空機などの侵入を排除して米軍が独占して利用する空域を設定するアルトラブが実施されている。

## 米軍の日本での実施
米軍によって利用されるアルトラブが日本の領空や周辺空域で実施されていることは日本政府も認めるところであり、日本弁護士連合会は2014年の『日米地位協定に関する意見書』で年間1000件以上としている。
米軍の航空機の運用について全て日米双方の合意がなければ公表しないという日米合同委員会での1975年の非公表の合意文書の存在を政府は認めているが、そこにアルトラブが含まれるかは明らかにしていない。一方で共産党の穀田恵二の国会答弁などでは含まれるとされており、同年の「航空交通管制に関する合同委員会合意」は、アルトラブの存在が前提となって書かれている。
2016年ごろから、沖縄周辺において従来から告示されている米軍が訓練などに用いる空域に加えて、それらに匹敵する規模の空域が、「アルトラブ」として米軍に使われ、かつこれらは固定化しているという報道がある。